# Khash (Iran)
Khāsh (farsi خاش) è il capoluogo dello shahrestān di Khash, circoscrizione Centrale, nella provincia del Sistan e Baluchistan in Iran. Aveva, nel 2006, una popolazione di 56.683 abitanti. Nell'aprile 2013, nei pressi di Khash si è verificato un violento terremoto.